# The House (film, 2011)
Pour les articles homonymes, voir The House.
The House (en slovaque Dom),  est un film dramatique de 2011 écrit et réalisé par Zuzana Liová.
Mettant en vedette Miroslav Krobot (cs), Taťjana Medvecká (cs) et Judit Bárdos, le film a été présenté en avant-première mondiale le 11 février 2011 à la Berlinale, dans la section Forum. Il a remporté le prix principal au Festival du film de Plzeň en 2012. Lors de la cérémonie des Slnko v sieti 2012, il remporte les catégories du meilleur film et de la meilleure actrice, pour la performance de Judit Bárdos,. La performance de Taťjana Medvecká dans le film lui a valu la distinction de la meilleure actrice dans un second rôle aux Lions tchèques ainsi qu'aux Slnko v sieti,. 

## Synopsis
L'intrigue du film repose sur l'histoire d'un père qui construit une maison dans son jardin pour chacune de ses deux filles afin qu'elles ne le quittent pas. Elle représente un conflit générationnel. Imrich (le père) établit pour sa fille cadette une maison sur le terrain où il avait déjà bâti une précédente demeure pour son aîné, Jana, qui l'a défié. En retour, il l'a chassée de sa vie et a coupé tout contact avec elle. Mais Eva ne veut pas non plus céder aux désirs de son père. Elle est en terminale, rédige des devoirs pour ses camarades et utilise l'argent qu'ils lui versent pour faire des petits boulots après les cours. Elle veut gagner de l'argent pour travailler et rester comme jeune fille au pair à Londres. Les tensions entre Eva et son père montent. Après divers accords avec la famille, leur relation s'améliore légèrement. Alors que tout va bien, Eva croise un nouvel homme, Jakub (Marián Mitaš), un homme plus âgé et marié...

## Fiche technique
- Longueur : 105 minutes
- Réalisation : Zuzana Liová
- Scénario : Zuzana Liová
- Genre : drame
- Producteurs : Viktor Tauš, Michal Kollar
- Musique : Walter Kraft
- Caméras : Jan Basset Střítežský, Juraj Chlpik

## Distribution
- Miroslav Krobot : Imrich
- Taťjana Medvecká : Viera
- Judit Bárdos : Eva
- Ester Geislerová (cs) : Hana
- Marek Geišberg (cs) : Milan
- Lucia Jašková : Jana
- Marián Mitaš (cs) : Jakub
- Attila Mokos (cs)
- Ivan Romančík (cs)

## Historique du film
Zuzana Liová commence à travailler pour la télévision slovaque après avoir obtenu son diplôme de l'École supérieure des arts de la scène de Bratislava. En 2005, elle réalise le téléfilm Ticho (Silence), qui s'inspire du genre du drame social. Après Ticho, elle décide de réaliser le long métrage Dom (2011). Le scénario, qui a remporté le prix Tibor Vichta, a été écrit en 2003 mais des problèmes financiers, la crise économique et la refonte du scénario (il y a eu cinq versions) ont fait que le tournage n'a commencé qu'en 2010. Cependant, la qualité du scénario est récompensée dès 2007 par le prix Krzysztof Kieślowski au Festival de Cannes. 